# Spirularia
Ordre
Les Spirularia sont un ordre de cnidaires anthozoaires du groupe des Ceriantharia (les « cérianthes »).

## Liste des genres
Selon World Register of Marine Species (8 juin 2021) :
- ordre Spirularia
  - famille Botrucnidiferidae Carlgren, 1912
    - genre Angianthula Leloup, 1964
    - genre Atractanthula Leloup, 1964
    - genre Botruanthus McMurrich, 1910
    - genre Botrucnidiata Leloup, 1932
    - genre Botrucnidifer Carlgren, 1912
    - genre Calpanthula Van Beneden, 1897
    - genre Cerianthula Beneden, 1898
    - genre Gymnanthula Leloup, 1964
    - genre Hensenanthula van Beneden, 1897
    - genre Ovanthula
    - genre Sphaeranthula

  - famille Cerianthidae Milne-Edwards & Haime, 1852
    - genre Anthoactis Leloup, 1932
    - genre Apiactis Beneden, 1898
    - genre Bursanthus
    - genre Ceriantheomorphe
    - genre Ceriantheopsis Carlgren, 1912
    - genre Cerianthus Delle Chiaje, 1830
    - genre Engodactylactis
    - genre Isodactylactis
    - genre Nautanthus
    - genre Pachycerianthus Roule, 1904
    - genre Paradactylactis
    - genre Parovactis
    - genre Peponactis
    - genre Plesiodactylactis
    - genre Sacculactis
    - genre Solasteractis
    - genre Synarachnactis Carlgren, 1924
    - genre Syndactylactis
    - genre Trichactis

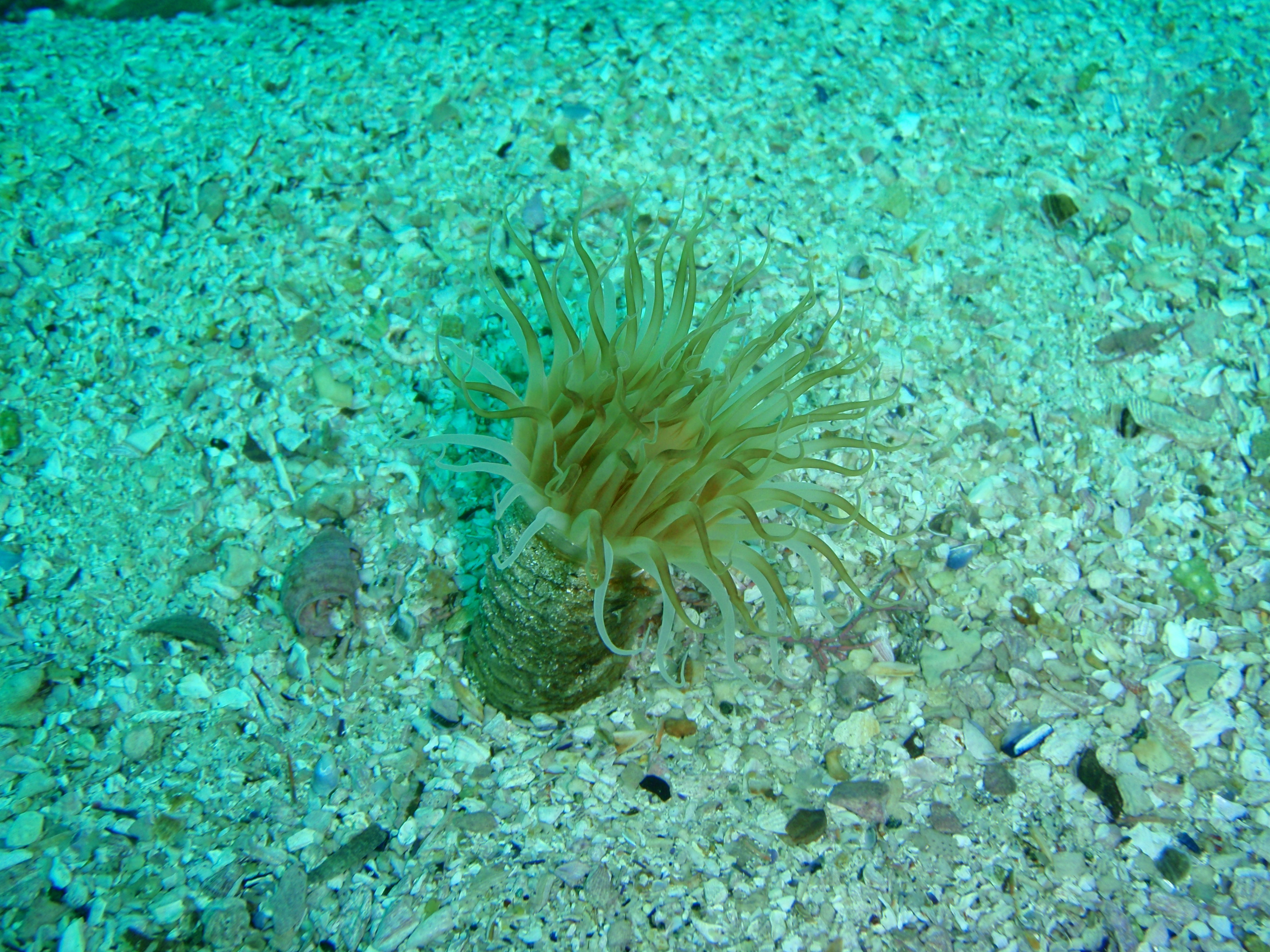
Ceriantheopsis austroafricanus
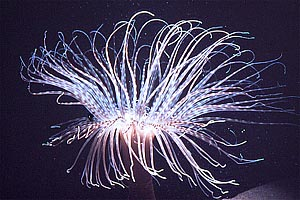
Cerianthus filiformis
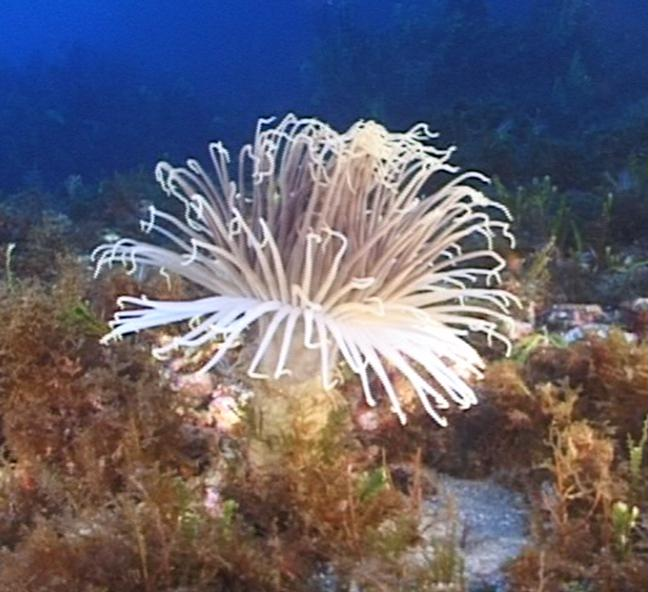
Cerianthus membranacea
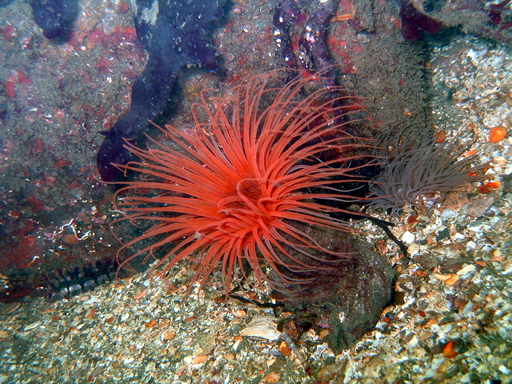
Pachycerianthus fimbriatus
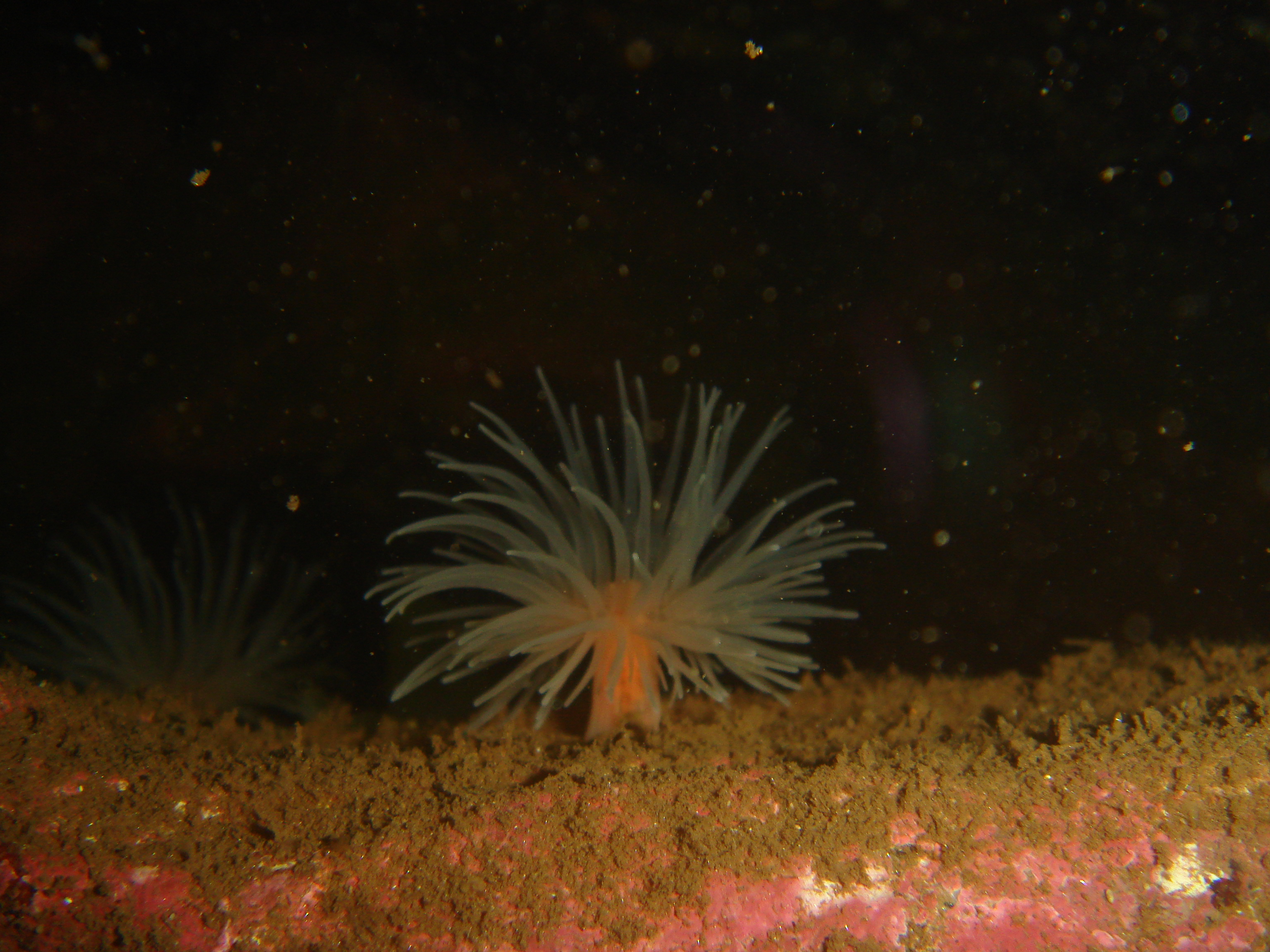
Pachycerianthus multiplicatus
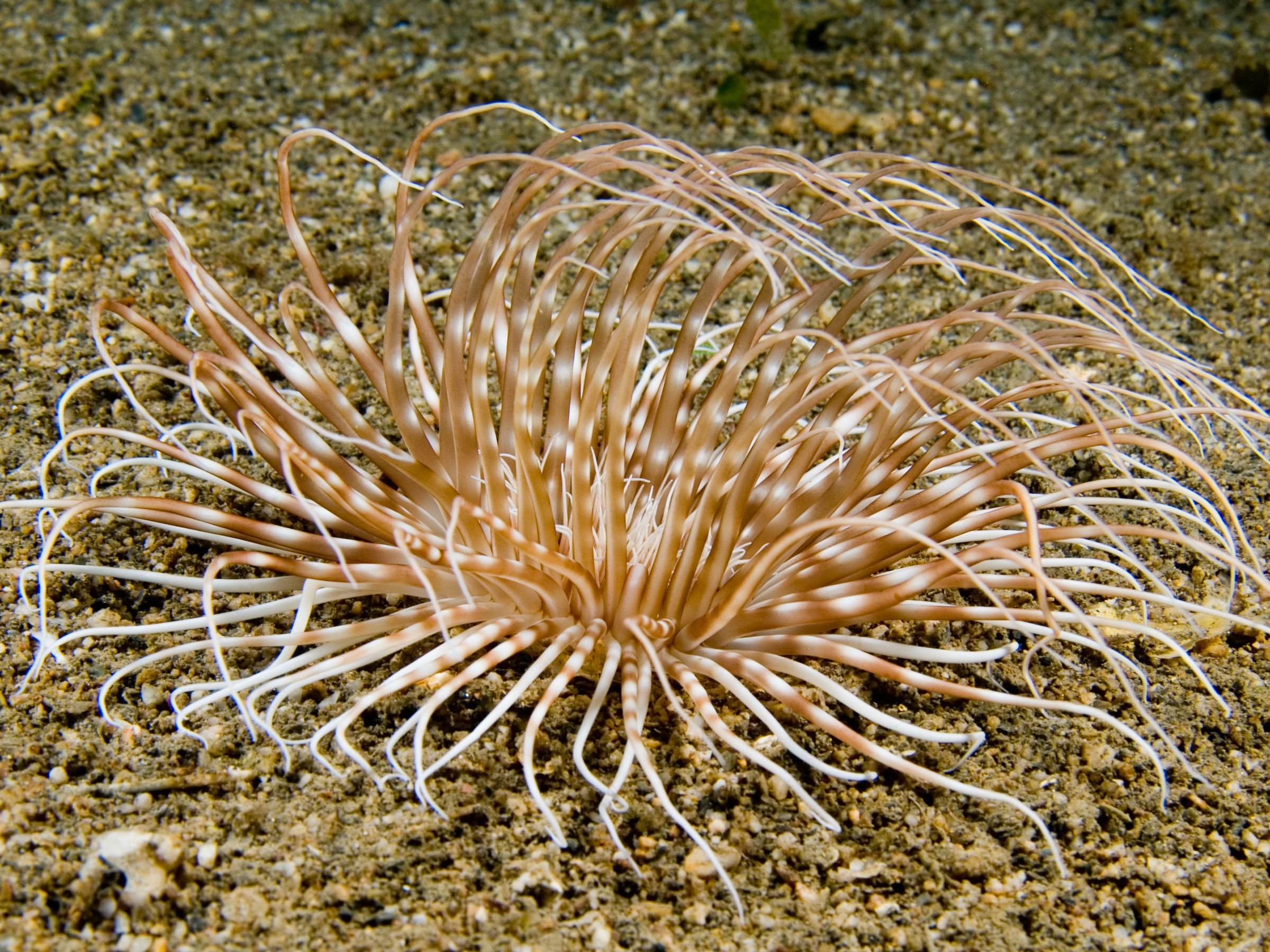
Pachycerianthus maua